# 니콜라에 운구레아누
니콜라에 운구레아누(루마니아어: Nicolae Ungureanu, 1956년 10월 11일, 돌지 주 크라이오바 ~)는 루마니아의 전직 프로 축구 선수로, 현역 시절 수비수로 활약했다.

## 경력
그는 크라이오바 출신으로, 1977년에 우니베르시타테아 크라이오바 소속으로 디비지아 A 신고식을 치렀다. 그는 10년 동안 우니베르시타테아 선수로 활약하며 1980년과 1981년에 리그 우승을 거두었다. 1987년, 그는 스테아우아 부쿠레슈티로 이적해 1988년과 1989년에 리그 우승을 거두었다. 그는 1988-89 시즌에 밀란과의 유러피언컵 결승전에 출전했지만, 스테아우아는 이 경기를 0-4로 패했다. 그는 1993년에 라피드 부쿠레슈티 소속으로 마지막 디비지아 A 경기를 치렀다. 이 경기에서 라피드 부쿠레슈티는 우니베르시타테아 크라이오바에 0-5로 패했다.
운구레아누는 루마니아 국가대표팀 경기에 56번 출전해 1골을 기록했고, 유로 1984에서 자국을 대표로 출전했다. 그는 71번의 유러피언컵 경기에 출전해 1골을 기록했다.

## 수상
우니베르시타테아 크라이오바
- 디비지아 A: 1979–80, 1980–81[3]
- 쿠파 로므니에이:  1977–78, 1980–81, 1982–83, 1992–93[3]

스테아우아 부쿠레슈티
- 디비지아 A: 1987–88, 1988–89[3]
- 쿠파 로므니에이: 1988–89[3]
- 유러피언컵 준우승: 1988–89[4]

## 참고
1. ↑  루마니아 올림픽 국가대표팀 경기 1회 출전 포함.[1][2]